# Marquis Flowers
Marquis Flowers (Independence, 16 febbraio 1992) è un ex giocatore di football americano statunitense che ha giocato nel ruolo di linebacker per i New England Patriots della National Football League (NFL). Al college ha giocato a football all'Università dell'Arizona

## Carriera professionistica

### Cincinnati Bengals
Flowers fu scelto dai Cincinnati Bengals nel corso del sesto giro  (212º assoluto) del Draft NFL 2014. Debuttò come professionista subentrando nella vittoria della settimana 1 contro i Baltimore Ravens. La sua prima stagione si chiuse con 8 tackle disputando tutte le 16 partite, di cui una come titolare.

### New England Patriots
Il 29 agosto 2017, Flowers fu scambiato con i New England Patriots.

## Palmarès
- American Football Conference Championship: 1

New England Patriots: 2017